# Mark Brooks
Mark Brooks, född 25 mars 1961 i Fort Worth i Texas, är en amerikansk golfspelare.
Brooks studerade vid University of Texas i Austin och blev professionell 1984. Han har vunnit sju tävlingar på PGA-touren inklusive majortävlingen PGA Championship 1996.
Han deltog i det amerikanska laget i Presidents Cup 1996.

## Meriter

### Majorsegrar
- 1996 PGA Championship

### PGA-segrar
- 1988 Canon Sammy Davis Jr.-Greater Hartford Open
- 1991 KMart Greater Greensboro Open, Greater Milwaukee Open
- 1994 Kemper Open
- 1996  Bob Hope Chrysler Classic, Shell Houston Open